# Borgen, Bergs kommun
Borgen är en by, sedan 2015 klassad som en småort, i Ovikens distrikt (Ovikens socken) i Bergs kommun, Jämtlands län (Jämtland). Byn ligger vid Länsväg 321, cirka två kilometer norr om tätorten Myrviken.